# ألدو غوتشي
ألدو غوتشي (26 مايو 1905 - 19 يناير 1990) كان رئيس مجلس إدارة غوتشي من 1953 إلى 1986. قد كان الابن الأكبر لـ غوتشيو غوتشي، الذي أسس الشركة التي تحمل اسم العائلة في عام 1921.

## الحياة المبكرة والعائلة
ولد ألدو غوتشي في 26 مايو 1905 في فلورنسا، لعائلة توسكانيه يعود تاريخها إلى القرن الثالث عشر في بلدة سان مينياتو المجاورة. كان ألدو الابن الأكبر من بين خمسة أطفال ولدوا لعايدة كالفيلي وغوتشيو غوتشي. كان لديه ثلاثة أشقاء - فاسكو، ورودولفو وإنزو (الذي توفي عن عمر تسع سنوات) وأخته - غريمالدا. كان لديه أيضًا أخ بالتبني -أوغو- من علاقة والدته السابقة.
في سنواته المبكرة، ابدا اهتمامًا ملحوظاً بالفروسية وعلم النبات. وفي سن السادسة عشرة بدأ العمل بدوام جزئي في أول متجر لوالده في فلورنسا. حصل على شهادة في الاقتصاد من كلية سان ماركو في فلورنسا.

## مساره المهني
منذ سن العشرين، بدأ ألدو العمل بدوام كامل في غوتشي. حيث افتتح أول متجر خارج فلورنسا في روما عام 1938.
أصبحت غوتشي رمزًا للمكانة عندما ظهرت حقيبة اليد المصنوعة من الخيزران على ذراع إنجريد بيرغمان في فيلم روبرتو روسيليني عام 1954 «فياجيو في إيطاليا». أصبحت شارة GG مرغوبة بشكل فوري لمشاهير هوليوود والعائلات الملكية في أوروبا.
في عام 1952، سافر ألدو إلى مدينة نيويورك مع أخويه رودولفو وفاسكو. افتتحوا أول متجر خارج إيطاليا في مدينة نيويورك، قبل أسبوعين فقط من وفاة والدهم. أعلن الرئيس جون إف كينيدي عن ألدو كأول سفير إيطالي للموضة وحصل على درجة فخرية من جامعة مدينة نيويورك تقديراً لنشاطه الخيري، وقد تم وصفة ب «مايكل أنجلو التجارة». ومنها انطلق لافتتاح متاجر في شيكاغو وبالم بيتش وبيفرلي هيلز، قبل أن يتوسع إلى طوكيو وهونغ كونغ وفي مدن حول العالم من خلال شبكة امتياز عالمية.
على مدار أكثر من ثلاثين عامًا، كان قد كرس حياته العملية لتوسيع شركة Gucci وتطويرها إلى شركة متكاملة مع مدابغها الخاصة ومصانعها ومتاجرها.

### السنوات اللاحقة
بعد وفاة شقيقهما فاسكو غوتشي في عام 1974، قسم رودولفو وألدو العمل فيما بينهما بنسبة 50/50. ومع ذلك، شعر أبناء ألدو أن رودولفو لم يساهم بما يكفي في نمو الأعمال. في محاولة لزيادة أرباحه، أسس ألدو شركة فرعية للعطور وامتلك 80 في المائة من ملكيتها له ولأبنائه الثلاثة. تصاعد هذا التنافس في النهاية إلى حرب عائلية.
في عام 1980، حاول باولو غوتشي، نجل ألدو، إطلاق شركته الخاصة باستخدام اسم غوتشي، لكن ألدو كان على خلاف ورفع دعوى على ابنه، مهددًا بمقاطعه أي مورد وقع مع باولو. سعيًا للانتقام، قام باولو بإخراج ألدو من الشركة في عام 1984 بمساعدة ابن عمه ماوريتسيو غوتشي، الذي أصبح مؤخرًا المساهم الأكبر. بالإضافة إلى ذلك، أبلغ باولو أيضًا مصلحة الضرائب بشأن التهرب الضريبي لوالده. في يناير 1986، حُكم على ألدو غوتشي بالسجن لمدة عام ويوم واحد بتهمة التهرب الضريبي، والتهرب من 7 ملايين دولار في نيويورك. كان يبلغ من العمر 81 عامًا وقت إصدار الحكم. قضى وقته في معسكر السجن الفيدرالي في قاعدة إيجلين الجوية بولاية فلوريدا.
في عام 1989، قبل عام من وفاته، باع ألدو أسهمه في غوتشي إلى إنفستكورب. في نفس العام، تم تعيين ابن أخيه ماوريتسيو غوتشي رئيسًا لمجموعة غوتشي بعد معركة قانونية دامت قرابة ست سنوات للسيطرة على غوتشي. لم يكن ماوريتسيو لديه خلفية في الأعمال التجارية، وكان العمل في وضع اقتصادي وإبداعي رهيب بحلول عام 1993. في ذلك العام، استقال ماوريتسيو غوتشي وباع حصته المتبقية إلى إنفستكورب، منهياً ارتباط عائلة غوتشي بالشركة.

## حياته الشخصية والوفاة
تزوج ألدو من أولوين برايس في عام 1927، وأنجبا معًا ثلاثة أبناء - جورجيو وباولو وروبرتو. كان لديه علاقة غير شرعية مع برونا بالومبو، التي أنجبت باتريشيا في عام 1963، خارج إطار الزواج. تزوجت غوتشي من برونا عام 1981 في أمريكا، على الرغم من عدم طلاقها من أولوين في إيطاليا. كان لديه منازل في مدينة نيويورك، بالم بيتش، روما، فلورنسا، بيفرلي هيلز، لندن، وباريس. توفي ألدو غوتشي في روما عن عمر يناهز 84 عامًا بسبب سرطان البروستاتا، في يناير 1990. دفن في ضريح العائلة في فلورنسا.

## في الثقافة الشعبية
في فيلم بيت غوتشي (2021)، قام الممثل الأمريكي آل باتشينو بدور ألدو غوتشي. في أبريل 2021، انتقدت باتريشيا غوتشي، ابنة ألدو غوتشي، ظهور آل باتشينو لوالدها في الفيلم قائلة: «كان والدي رجلاً وسيمًا للغاية، مثل كل عائلة غوتشي، وعيناه طويلتان وزرقتان وأنيقتان للغاية. يلعب دوره آل باتشينو، وهو ليس طويل القامة بالفعل، وهذه الصورة تظهره على أنه سمين، قصير، ذو سوالف، قبيح حقًا. مخزي، لأنه لا يشبهه إطلاقا».